# Sachicasaurus
Sachicasaurus is een geslacht van uitgestorven pliosauriërs, bekend uit het Barremien van de Paja-formatie, Altiplano Cundiboyacense in de Colombiaanse oostelijke bergketens van de Andes. De typesoort is Sachicasaurus vitae.

## Etymologie
In 2013 stuitte een onderzoeksteam van de Universidad Nacional de Colombia in een al dertig jaar verlaten gipsmijn op een skelet van een plesiosauriër. Het werd geprepareerd door Freddy Parra.
De soort werd in 2019 benoemd door María Eurídice Páramo-Fonseca, Cristian David Benavides-Cabra en Ingry Esmirna Gutiérrez. De geslachtsnaam Sachicasaurus verwijst naar Sáchica, het dorp waar het fossiel werd gevonden, en saurus, wat 'hagedis' betekent in het gelatiniseerd Grieks. De soortaanduiding vitae, wat 'ter wille van het leven' betekent in het Latijn, werd gekozen vanwege het maatschappelijk leven in Sáchica dat de fossiele vondst heeft aangewakkerd.
Het holotype-exemplaar MP111209-1, gevonden in 2013, is bekend van een bijna complete schedel en postcraniale elementen, waaronder een complete achterpoot en verschillende wervels. De rechterzijde van het skelet is bij het bergen beschadigd geraakt.

## Beschrijving
Sachicasaurus was een grote pliosauriër, die als volwassen dier tien tot elf meter lang was en wellicht 13,5 ton woog. Met de bewaarde lengte bepaald op 990 centimeter, wordt het specimen geïnterpreteerd als een jongvolwassen individu.

Vergelijking in grootte met een mens

Diagnostische kenmerken, autapomorfieën, zijn een zeer korte mandibulaire symfyse eindigend ter hoogte van het midden van de vierde tandkas en een verminderd aantal dentaire tanden (zeventien tot achttien versus vijfentwintig tot veertig bij andere pliosauriden).
Er is verder ten opzichte van de Brachaucheninae een unieke combinatie van op zich niet unieke kenmerken. De schedel is langer dan twee meter. de bovenkaaksbeenderen zijn verbreed achter de beennaden met de praemaxillae. De praemaxilla heeft vier tanden. Het gebit heeft lange vangtanden. Alleen de eerste maxillaire tand en vierde dentaire tand steken duidelijk uit ten opzicht van de rest van de tandrijen. Het ploegschaarbeen is achteraan gevorkt. De verhemeltebeenderen worden op hun middenlijn gescheiden door de pterygoïden. De tongbeenderen zijn slank. Er zijn twaalf halswervels. De wervellichamen van de halswervels hebben foramina op de onderzijde. Alle halswervels hebben één enkel ribfacet. De ribfacetten van de achterste halswervels zijn niet horizontaal verdeeld. Er zijn minstens zevenendertig wervels vöór het heiligbeen. De achterste ruggenwervels hebben gewrichtsuitsteeksels.
Verder zijn er slanke tanden.

## Fylogenie
Sachicasaurus werd in de Brachaucheninae geplaatst als zustersoort van 'Kronosaurus' boyacensis, een soort waarvoor nog een apart geslacht moest benoemd.

## Paleo-omgeving
Sachicasaurus is een van de vier pliosauriërs uit de Paja-formatie, andere zijn Acostasaurus, Stenorhynchosaurus en Monquirasaurus. Hij leefde ook als tijdgenoot van de elasmosauriërs Callawayasaurus en Leivanectes, de zeeschildpad Desmatochelys padillai, de sandowniide schildpad Leyvachelys, en de ophthalmosauride ichthyosauriërs Muiscasaurus en Kyhytysuka.

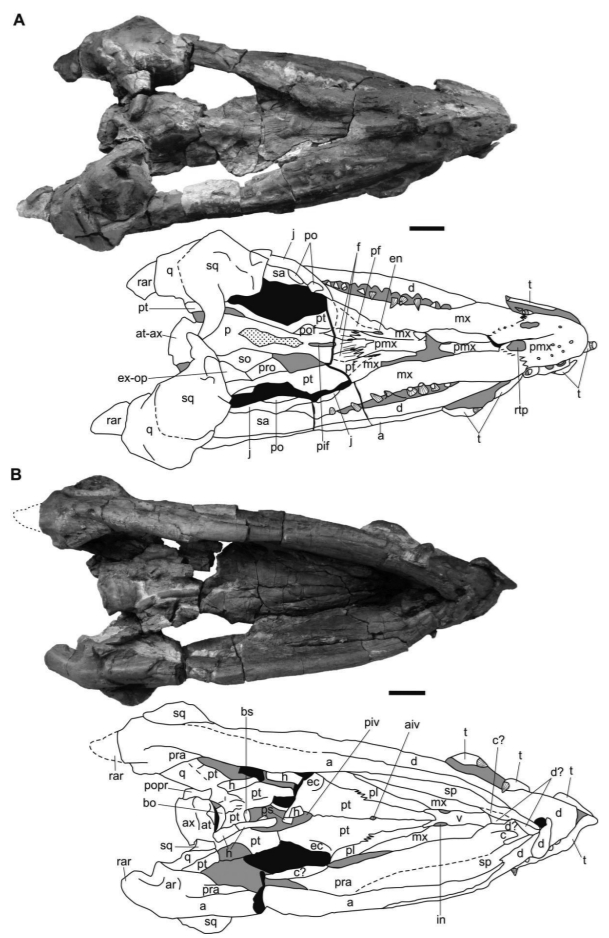
De kop